# Precordio
En anatomía, el precordio o praecordium es la porción del cuerpo sobre el corazón y la parte inferior del pecho.
Definido anatómicamente, es el área de la pared torácica anterior sobre el corazón. Por lo tanto, generalmente está en el lado izquierdo, excepto en condiciones como la dextrocardia, donde el corazón del individuo está en el lado derecho. En tal caso, el precordio también está en el lado derecho.
El precordio es naturalmente un área cardiaca de embotamiento. Durante el examen del tórax, la nota de percusión será sorda. De hecho, esta zona solo da una nota de percusión resonante en hiperinsuflación, enfisema o neumotórax a tensión.
El dolor torácico precordial puede ser un indicio de una variedad de enfermedades, incluidas la costocondritis y la pericarditis viral.